# Lawrence Durrell
Lawrence Durrell (27. februar 1912, i Jalandhar, Punjab, Britisk Indien – 7. november 1990) var en britisk forfatter og digter.
Han var gift fire gange. Hans datter Sappho Durrell begik selvmord i 1985.

## Andet
- Hans bror, Gerald Durrell

## Udvalgt bibliografi
- Prospero's Cell (1945)
- Bitter Lemons (1957, erindringer)
- The Alexandria Quartet
  - Justine (1957)
  - Balthasar (1958)
  - Mountolive (1958)
  - Clea (1960)
- The Avignon Quintet (1974-85)
  - Monsieur: or, The Prince of Darkness (1974)
  - Constance: or, Solitary Practices (1982)

…